# Frans 3×3-basketbalteam (mannen)
Het Frans nationaal 3×3-basketbalteam is een team van 3×3-basketballers dat Frankrijk vertegenwoordigt in internationale wedstrijden. Het team staat onder verantwoordelijkheid van de Fédération française de basket-ball (FFBB).

## Olympische Spelen
| Jaar        | Plaats         | WG             | W              | V              | Spelers |
| ----------- | -------------- | -------------- | -------------- | -------------- | ------- |
| 2024 Parijs | gekwalificeerd | gekwalificeerd | gekwalificeerd | gekwalificeerd |         |
| Totaal      | 0/0            | 0              | 0              | 0              |         |

## Wereldkampioenschappen
| Jaar           | Plaats              | WG                  | W                   | V                   | Spelers                                |
| -------------- | ------------------- | ------------------- | ------------------- | ------------------- | -------------------------------------- |
| 2012 Athene    | 2e                  | 9                   | 7                   | 2                   | Corre, Houmounou, Michel, Souchu       |
| 2014 Moskou    | niet gekwalificeerd | niet gekwalificeerd | niet gekwalificeerd | niet gekwalificeerd | niet gekwalificeerd                    |
| 2016 Guangzhou | niet gekwalificeerd | niet gekwalificeerd | niet gekwalificeerd | niet gekwalificeerd | niet gekwalificeerd                    |
| 2017 Nantes    | 3e                  | 7                   | 5                   | 2                   | Bronchard, Gentil, Tsagarakis, Pontens |
| 2018 Bocaue    | niet gekwalificeerd | niet gekwalificeerd | niet gekwalificeerd | niet gekwalificeerd | niet gekwalificeerd                    |
| 2019 Amsterdam | 6e                  | 5                   | 3                   | 2                   | Pontens, Dussoulier, Gentil, Var       |
| 2022 Antwerpen | 3e                  | 8                   | 5                   | 3                   | Cavalière, Eito, Séguéla, Vialaret     |
| 2023 Wenen     | 8e                  | 6                   | 2                   | 4                   | Fauché, Rambaut, Séguéla, Vialaret     |
| Totaal         | 5/8                 | 35                  | 22                  | 13                  |                                        |